# Hypotaenidia owstoni
Il rallo di Guam (Hypotaenidia owstoni Rothschild, 1895), noto anche come Ko'ko' in lingua chamorro, è un uccello della famiglia dei Rallidi originario dell'isola omonima.

## Descrizione
Il rallo di Guam è un rallo di medie dimensioni (circa 28 cm); è incapace di volare, ma corre molto velocemente. Le regioni superiori sono di colore marrone-cioccolata. La regione sopracciliare è grigia, così come la parte inferiore del collo e quella superiore del petto. Il resto delle regioni inferiori e le remiganti sono finemente barrate da strisce bianche e nere. Le zampe e i piedi sono giallo-marroni e l'iride è marrone. Il becco è di media lunghezza.

## Distribuzione e habitat
In passato il rallo di Guam viveva in gran parte dell'isola, in foreste, savane, macchie, praterie secondarie, boschetti di felci e aree agricole. Più semplicemente, si incontrava ovunque vi fossero arbusti ed erba. Solo raramente veniva avvistato nel fitto delle foreste o in zone umide.

## Biologia
Il rallo di Guam è onnivoro, ma predilige sostanze di origine animale. Queste includono lumache, carogne, gechi e insetti. Gran parte della dieta è costituita da una specie introdotta, la chiocciola gigante africana (Lissachatina fulica). Tra le sostanze vegetali che consuma vi sono semi, foglie di palma, nonché verdure varie e frutta.
Raccoglie il cibo per lo più dal terreno, in particolare le lumache, ma cattura a bassa quota insetti, specialmente farfalle, con il becco in aria. Allungando il collo, può raggiungere prede poste a circa 40 cm di altezza. Per aiutare la digestione, spesso inserisce pezzi di gusci di lumaca e frammenti di corallo.
Le abitudini riproduttive del rallo di Guam sono state studiate unicamente in cattività. I ralli raggiungono la maturità sessuale all'età di cinque mesi e possono nidificare in ogni periodo dell'anno, soprattutto durante la stagione delle piogge, tra luglio e novembre. Si ritiene che, come molti altri ralli, si riproducano più di una volta all'anno.
In un nido di 13 cm di diametro, costruito da entrambi i genitori, la femmina depone 3-4 uova di 3×4 cm. Come in altri uccelli che vivono su isole un tempo libere dai predatori, il nido e le uova del rallo di Guam sono più piccoli di quelli dei suoi parenti che vivono sul continente. Entrambi i genitori si occupano della cova per circa 20 giorni. Le uova non si schiudono contemporaneamente; dopo la schiusa, la madre ingerisce i gusci.
I pulcini sono precoci, e abbandonano il nido entro 24 ore dalla schiusa. I genitori richiamano la loro attenzione per indicare le sostanze con cui alimentarsi, ma poi i piccoli scelgono loro cosa mangiare. In alcuni casi, vengono nutriti dai genitori con insetti appositamente catturati.

## Conservazione
In passato il rallo di Guam era molto diffuso sull'isola, dove costituiva una delle principali risorse alimentari per i nativi. Nel 1960, tuttavia, la caccia e la raccolta di giovani esemplari e di uova vennero proibite. Tra il 1964 e il 1976 la caccia a un numero ridotto di esemplari venne nuovamente autorizzata. Il rallo scomparve dalle regioni meridionali di Guam agli inizi degli anni '70, ma non vi sono prove per indicare i cacciatori come responsabili della scomparsa. Nel nord dell'isola, nel 1981, erano ancora presenti 2300 uccelli, ma già nel 1983 ne rimanevano solo due piccole popolazioni separate, scomparse anch'esse poco dopo a causa della predazione da parte di animali introdotti dall'uomo, come il serpente arboricolo bruno (Boiga irregularis), e degli incidenti stradali.
Fortunatamente, in cattività erano presenti numerosi esemplari, e a partire dal 1984 ha avuto inizio un programma di riproduzione in cattività, che ha avuto molto successo: i primi esemplari sono stati liberati in natura già a partire dal 1995. I primi risultati ottenuti, comunque, erano molto bassi, ma dopo un programma di eradicamento e allontanamento dei serpenti sono stati segnalati i primi successi riproduttivi.
Inoltre, a partire dal 1987, la specie è stata introdotta anche sulla vicina isola di Rota, dove ha iniziato a riprodursi con successo dal 1999.